# Van Hansis
Evan Vanfossen Hansis (North Adams (Massachusetts), 25 september 1981) is een Amerikaanse acteur uit de soap As the World Turns. Professioneel gebruikt hij de naam "Van". Hij speelt in As the World Turns de rol van de rijke Luke Snyder, de zoon van superkoppel Holden en Lily Snyder (gespeeld door Jon Hensley en Noelle Beck). Hij nam op 14 december 2005 de rol over van Jake Weary. In de lente van 2006 kwam zijn karakter uit de kast.

## Biografie
Hansis is geboren in North Adams, maar verhuisde al snel naar Greenfield toen zijn moeder directrice werd van het Gill-Montague Regional School District. Hij ging naar de Four Corners School en later naar de Greenfield Center School. Hansis begon met acteren in een theaterkamp toen hij een kind was. Na de lagere school ging hij naar de kostschool Walnut Hill in Natick. Dit omdat hij toen al wist dat hij een acteur wilde worden "en dit een goede school daarvoor was". Hij kon zijn acteertalent al vroeg ontwikkelen in het Shea Theater.
Hansis studeerde af aan de Carnegie Mellon University in 2004. Voor hij bij ATWT begon, acteerde hij onder andere in het toneelstuk "The Laramie Project" in Pittsburg. In 2006 speelde hij ook in de korte film "The Time Machine". Hij heeft gewerkt bij het Williamstown Theatre Festival in Massachusetts in de producties "On the Razzle", "Twelfth Night" en "The Indian Wants the Bronx". Van oktober 2007 tot en met januari 2008 speelde Hansis in het off-Broadway toneelstuk "Die, Mommie, Die" van Charles Busch. In 2007 werd hij voor het eerst genomineerd voor een Daytime Emmy Award.
Hansis heeft veel gereisd. Zo heeft hij een tijdje gestudeerd in Moskou tijdens zijn studie aan de Carnegie Mellon University. Hij heeft als kind ook verschillende landen in Zuid-Amerika bezocht. Als bewoner van New York houdt hij ervan om zijn stad te verkennen op zijn fiets. Ook houdt hij van koken.
In een interview met Out Magazine noemde hij een paar van zijn favoriete "homodingen": Hij bewondert Ian McKellen, denkt dat Rufus Wainwright de beste songteksten schrijft, ziet Magnetic Fields' Stephin Merrit als zijn favoriete muzikant, en denkt dat Velvet Goldmine een geweldige film is.
Hij is bevriend met Elena Goode, die Jade Taylor speelt in As the World Turns.